# 2008년 뉴질랜드 총선
2008년 뉴질랜드 총선은 2008년부터 2011년까지 3년 임기의 49대 정부 국회의원을 뽑는 선거이다. 투표일은 2008년 11월 8일 토요일이었다.

## 출마 정당

### 원내 정당
- 뉴질랜드 노동당 (New Zealand Labour Party)
  - 사회민주주의 / 진보주의 · 중도좌파, 집권 여당
- 뉴질랜드 국민당 (New Zealand National Party)
  - 자유주의 / 보수주의 · 중도우파, 제1야당
- 뉴질랜드 제일당 (NZ First)
  - 대중주의 / 민족주의 / 보수주의 · 극우파, 제2야당
- 뉴질랜드 녹색당 (Green Party of Aotearoa New Zealand)
  - 녹색 정치 / 환경주의, 제3야당
- 뉴질랜드 마오리당 (Māori Party)
  - 마오리주의, 제4야당
- 뉴질랜드 행동당 (ACT New Zealand)
  - 고전적 자유주의 / 보수주의, 공동 제5야당
- 뉴질랜드 통합미래당 (United Future New Zealand)
  - 중도주의 / 가족주의 · 중도파, 공동 제5야당
- 뉴질랜드 진보당 (New Zealand Progrssive Party)
  - 진보주의 · 중도좌파, 공동 제7야당
- 키위당 (The Kiwi Party)
  - 기독교민주주의 · 보수주의, 공동 제7야당
- 뉴질랜드 퍼시픽당 (New Zealand Pacific Party)
  - 기독교민주주의 · 가족주의, 공동 제7야당

### 원외 정당
- 가족당 (The Family Party)
  - 기독교 · 사회보수주의
- 연합당 (Alliance)
  - 사회민주주의
- 대마초 합법화당 (Aotearoa Legalise Cannabis Party)
  - 대마초 합법화주의
- 빌과 벤 당 (Bill and Ben Party)
  - 재미로 만든 당, 재미주의
- 사회신용민주당 (New Zealand Democratic Party for Social Credit)
  - 사회신용주의 · 경제민주주의 · 중도좌익
- 뉴질랜드 직접민주주의당 (Direct Democracy Party of New Zealand)
  - 직접민주주의
- 뉴질랜드 자유주의당 (Libertarianz)
  - 자유주의
- 새로운 세계인도당 (New World Order Party)
- 뉴질랜드 공화당 (The Republic of New Zealand Party)
  - 공화주의 · 보수주의
- 거주자 행동실천당 (Residents Action Movement)
  - 좌파민주주의
- 뉴질랜드 노동자당 (Workers Party of New Zealand)
  - 공산주의 · 마르크스주의 · 사회주의